# Blancafort (Franciaország)
Blancafort település Franciaországban, Cher megyében. Lakosainak száma 1002 fő (2022. január 1.). Blancafort Argent-sur-Sauldre, Aubigny-sur-Nère, Barlieu, Concressault, Oizon, Autry-le-Châtel, Cernoy-en-Berry és Coullons községekkel határos.

## Népesség
A település népességének változása:
| Lakosok száma | 1007 | 1070 | 995  | 1115 | 1137 | 1064 | 1038 | 1028 | 1008 | 1002 |
|               | 1968 | 1982 | 1999 | 2006 | 2011 | 2015 | 2017 | 2018 | 2020 | 2022 |